# Eucurtiopsis ohtanii
Eucurtiopsis ohtanii är en skalbaggsart som först beskrevs av K. Sawada 1994.  Eucurtiopsis ohtanii ingår i släktet Eucurtiopsis och familjen stumpbaggar. Inga underarter finns listade i Catalogue of Life.